# ザキントス
ザキントス（ギリシア語: Ζάκυνθος / Zakynthos）は、ギリシャのイオニア諸島のザキントス島にある都市で、旧基礎自治体。2011年の地方行政改革で、新しいザキントス市に所属する行政区となった。ザキントス島の中心地である。ギリシャの一般的な慣例で、島名と区別するためにホラ（町という意味）とも呼ばれる。また、イタリア名はツァンテ (Zante) またはツァチント (Zacinto) 。

## 概要

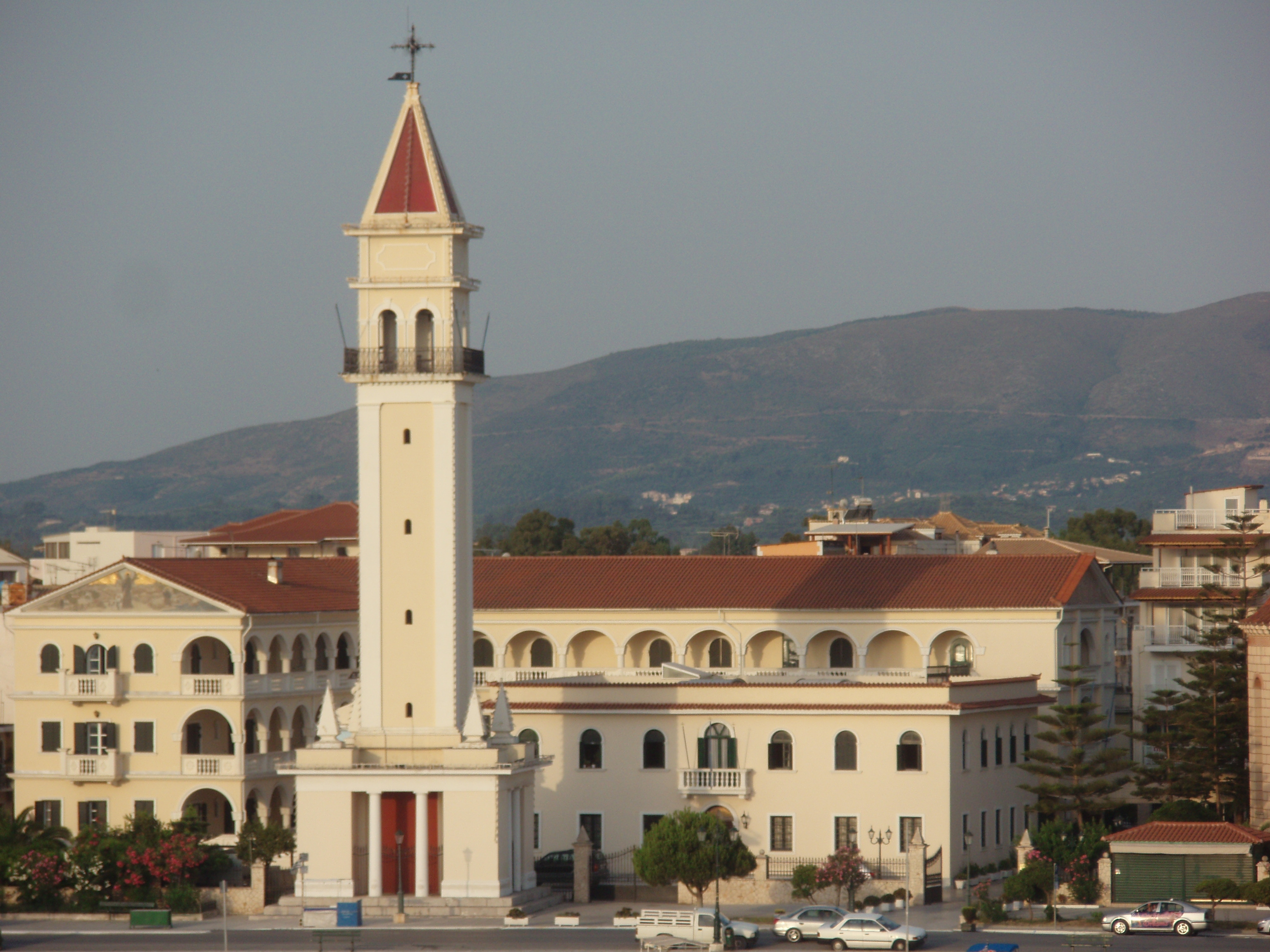
市の守護聖人をまつる聖ディオニュシオス教会

ザキントス島の東端に位置するザキントス行政区の面積は45.788km2、人口は1万6810人（2011年国勢調査）である。ザキントス（人口9773人）、アンペロキポイ（1930人）、アルガシ（1266人）、ヴァシリコス（799人）、ガイタニ（1899人）、ボハリ（1143人）の各コミュニティに分けられ、ザキントス島のおよそ50km南のストロファデス諸島も管轄する。

## 地理
ザキントスの地形は複雑で、南東部に肥よくな平原がある一方、西海岸は険しい崖が続く山地となっている。気候は温和な地中海性気候で、冬の豊富な雨量が密度の濃い植生をはぐくんでいる。主な農産物にオリーブ油、干しぶどう、ぶどう、かんきつ類がある。

## 対外関係

### 姉妹都市･提携都市
姉妹都市
- リマソール（キプロス共和国リマソール地区）[2][3]
- セラヴァッレ（サンマリノ共和国）- 2014年

## ゆかりの人物

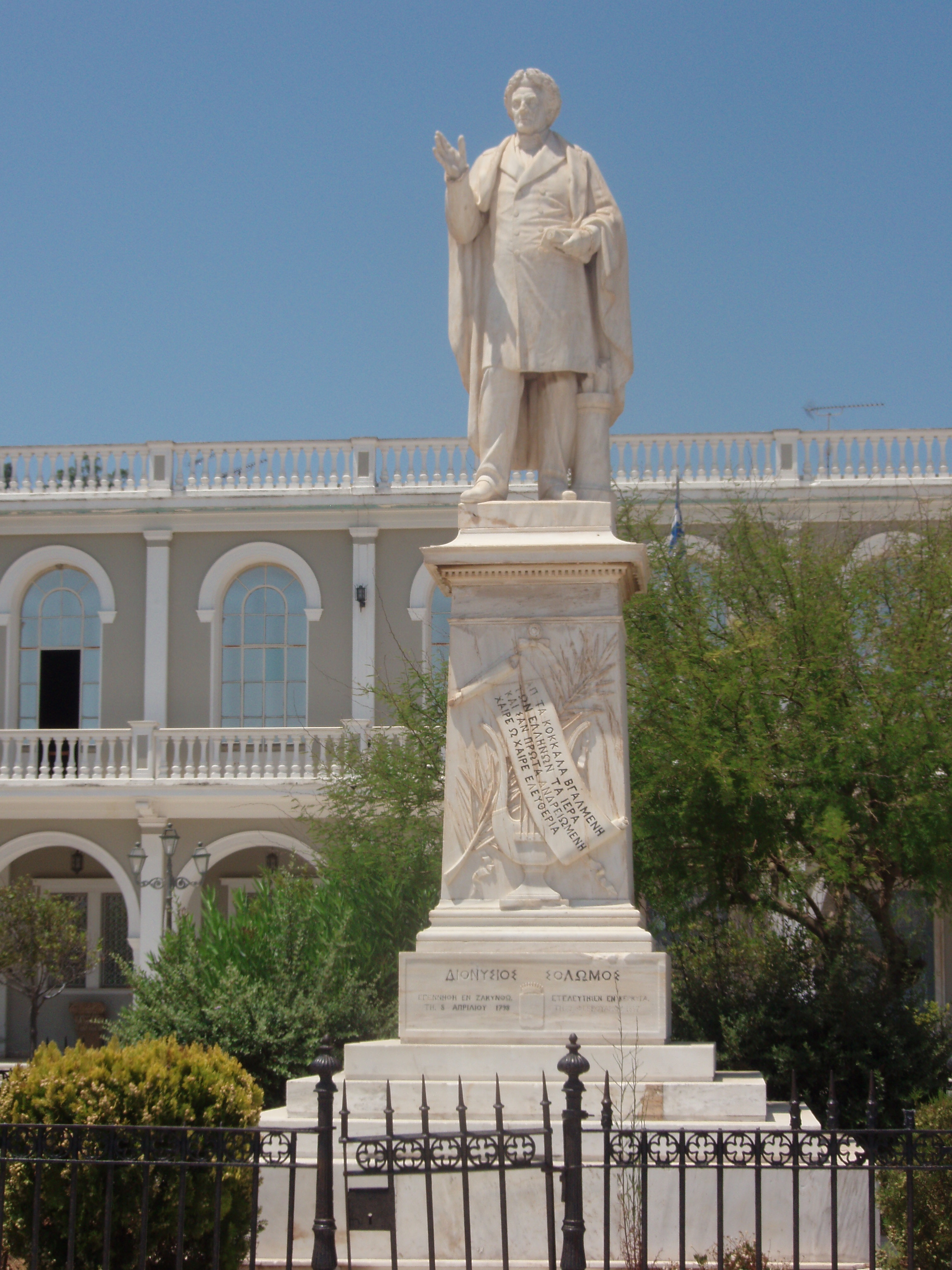
ディオニュシオス・ソロモス広場に立つディオニュシオス・ソロモス像

- ディオニュシオス（16世紀） ザキントスの守護聖人
- パヴロス・カーレル（1829年 - 1896年） 作曲家
- ウーゴ・フォスコロ（1778年 - 1827年） 作家、革命家、詩人
- アンドレアス・カルヴォス（1792年 - 1869年） 詩人
- ディオニュシオス・ソロモス（1798年 - 1857年） 詩人